# 突吻麗魚屬
突吻麗魚屬，是條鰭魚綱䲁形目麗魚科下的一個屬。

## 分類
本屬屬於褶唇麗魚亞科，目前被認可的種如下：
- 菲氏突吻麗魚 Labeotropheus fuelleborni
- 屈氏突吻麗魚 Labeotropheus trewavasae